# Sezefredo Ernesto da Costa
Sezefredo Ernesto da Costa (Santa Vitória do Palmar, 7 november 1912 - Montevideo, 4 augustus 1949) was een Braziliaanse voetballer en is vooral bekend onder zijn spelersnaam Cardeal. 

## Biografie
Cardeal speelde voor verschillende clubs. In 1935 bereikte hij met zijn team 9° Regimento da Infanteria de finale van het Campeonato Gaúcho tegen Grêmio. Daar beide clubs een wedstrijd wonnen kwam er een derde beslissende wedstrijd, waarbij Cardeal al in de openingsminuut een goal maakte, het werd uiteindelijk 1-2 waardoor de club de titel won op het grote Grêmio. Hierna speelde hij nog voor Nacional uit Montevideo en Fluminense uit Rio de Janeiro. Hij beëindigde zijn carrière bij Farroupilha, de nieuwe naam van 9° Regimento. 
In 1937 speelde hij twee wedstrijden voor het nationale elftal op het Zuid-Amerikaans kampioenschap. Hij overleed op amper 36-jarige leeftijd aan tuberculose. 